# Windpark Nij Hiddum-Houw

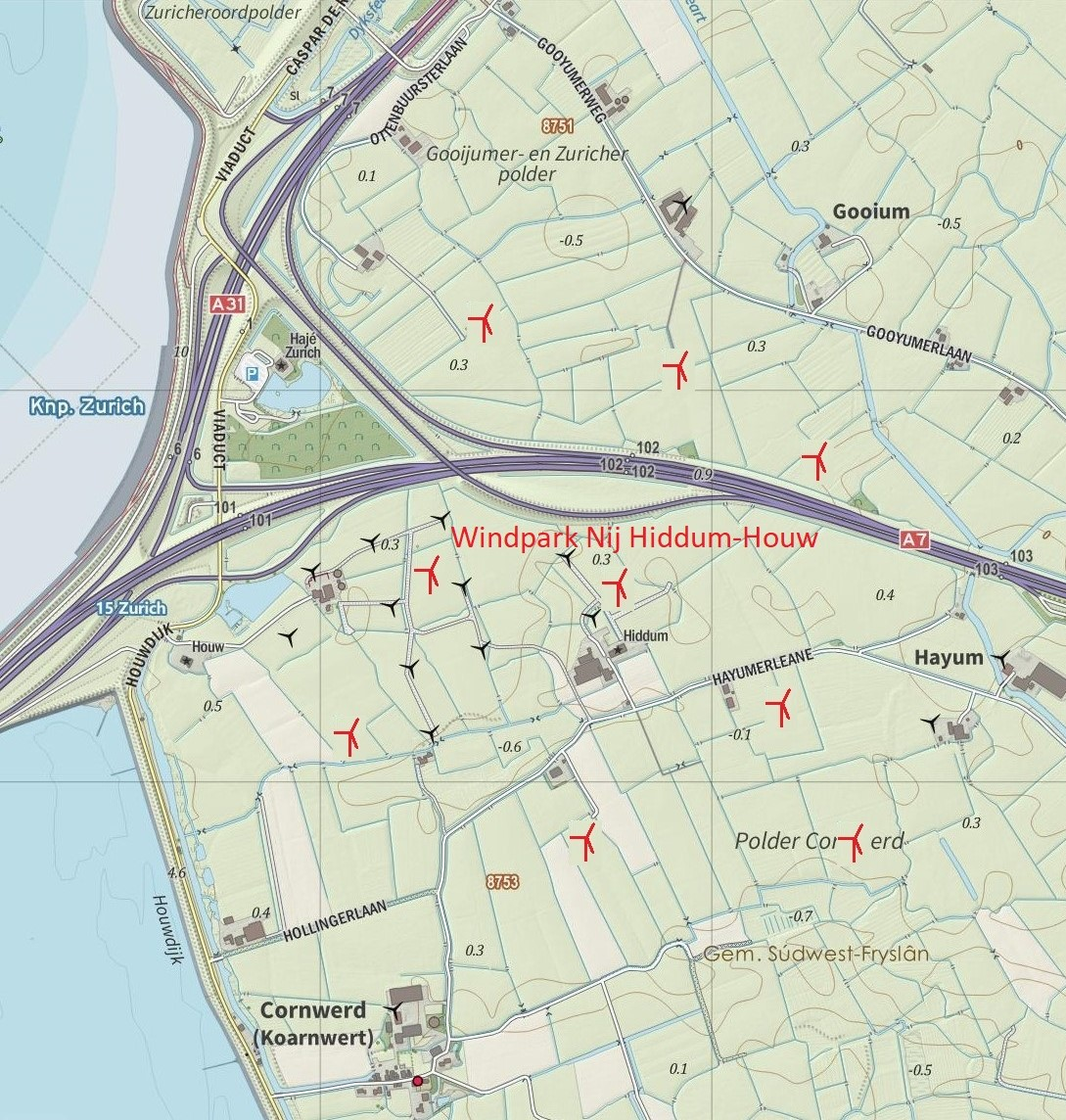
Kaart met Windpark Nij Hiddum-Houw

Windpark Nij Hiddum-Houw is een windmolenpark in de provincie Friesland.

## Ligging
Het windpark met negen windturbines ligt aan de Kop van de Afsluitdijk in de gemeente Súdwest-Fryslân. Zes windturbines aan de zuidzijde van Rijksweg 7 in de omgeving van buurtschap Hiddum, ten oosten van buurtschap Houw en ten noorden van het dorp Cornwerd. Drie windturbines komen ten zuidwesten van buurtschap Gooium aan de noordzijde van de A7.

## Windpark
De Provinciale Staten  legden de globale locatie in december 2014 vast. In juni 2016 gaven zij opdracht tot uitwerking van het plan Nij Hiddum-Houw. Op 18 juli 2018 hebben Provinciale Staten van de Provincie Fryslân (PS) een definitief besluit genomen over het Provinciaal Inpassingsplan (PIP) Windpark Nij Hiddum-Houw.
De negen windturbines met een totaal vermogen van 42 megawatt (MW) hebben een ashoogte van 90-140 meter en een tiphoogte van 145-188 meter. De diameter van de rotorbladen is 110-136 meter. De bouw van het windpark zal in 2022 voltooid zijn. Vier windturbinus waren bij aanvang van de bouw voor Vattenfall. De overige vijf windturbinus zijn voor Windpark Gooyum-Houw. 
De gemeente Súdwest-Fryslân en Wetterskip Fryslân zijn de nieuwe eigenaren van de vier windmolens van Vattenfall.
Het windpark komt in de plaats van het oude windpark met tien windmolens uit 1995. Zes andere molens in het gebied worden na de komst van het nieuwe windpark ook gesaneerd. Het totaal vermogen van de zestien molens is ongeveer 6 megawatt (MW). Het  windvermogen zal dan netto toenemen met ongeveer 36 megawatt (MW).

## Bezwaren & Klachten
Op 29 januari 2020 heeft de Raad van State bezwaren van Stichting Hou Friesland Mooi, de IJsselmeervereniging, de Waddenvereniging en omwonenden ongegrond verklaard. Diverse bezwaren gingen over licht- en geluidshinder, zorgen voor het IJsselmeer en het Natura 2000-gebied van de Waddenzee en de nadelige gevolgen van het windpark voor beschermde diersoorten zoals vleermuizen en roofvogels.
Ondanks dat komen er alsnog klachten binnen in de vorm van o.a slagschaduw en "LFG" Laag Frequent Geluid. Wat voor een klein deel van de omwonenden voor gezondheidsproblemen zorgt. Helaas hebben zowel de gemeente Súdwest-Fryslân en andere betrokken partijen hier geen boodschap aan. Omdat hier geen of geen duidelijke wetgeving in is.   